# 岬梓
岬梓（日语：岬あずさ，1998年8月7日—），日本AV女優。所屬事務所是Attractive。

## 簡歷
2018年12月自AV界出道。出道是由熟人所介紹的。2019年5月演出代表作『性格の天才 岬あずさ』（ROOKIE）。
2020年6月就任メンズサイゾーの形象大使。
同年11月27日與亜矢みつき、豊中アリス組成「あわびスプラッシュ～In The Sky～」。
2021年正式開始「あわびスプラッシュ～in the sky～」。1月24日於東京的レフカダで現場舉行『あわびスプラッシュ～in the sky～初単独イベント！～ライブハウス武道館ことレフカダへようこそ（仮～）』。

## 人物
AV作家東風克智從演出的作品中評價為「性格の天才」。初體驗是14歲。直到出道為止的經驗人數為15人。
尊敬事務所的前輩神納花。

## 外部連結
- 岬あずさ@AV女優的X（前Twitter）（2018年10月31日 - ）
- YouTube上的あずにゃんch頻道